# تان‌ماهیان
تان‌ماهیان (Tanichthys) یک سرده از ماهیان آب شیرین از خانواده کپور (کپورماهیان) از راسته کپورماهی‌سانان است. آنها بومی رودخانه ها و نهرهای چین و ویتنام هستند. تا همین اواخر تصور بر این بود که مینوی کوهی ابر سفید (نام علمی: Tanichthys albonubes) یا همان دانیو ابر سفید، تنها گونه شناخته شده بود. با این حال، در سال 2001 یک گونه جدید و بسیار مشابه به نام T. micagemmae از رودخانه Ben Hai در ویتنام توصیف شد.
مینوی کوهی ابر سفید (نام علمی: Tanichthys albonubes) یا دانیو ابر سفید
نام Tanichthys از نام رهبر پیشاهنگی چینی، Tan Kam Fei گرفته شده است که اولین نمونه را کشف کرد.

## گونه ها
- Tanichthys albiventris F. Li، TY Liao، J. Bohlen، ZX Shen، LJ Zhao & S. Li، 2022
- مینوی کوهی ابر سفید SY Lin، 1932
- Tanichthys flavianalis F. Li، TY Liao، J. Bohlen، ZX Shen، LJ Zhao & S. Li، 2022
- Tanichthys kuehnei Bohlen، Dvorák، Ha & Šlechtová، 2019 (مینو ابرسفید لیمویی)
- Tanichthys micagemmae Freyhof & Herder ، 2001 (مینو کاردینال ویتنامی)
- Tanichthys thacbaensis VH Nguyễn & SV Ngô ، 2001

## لینک های خارجی
- Froese, Rainer, and Daniel Pauly, eds. (2011). "Tanichthys {{{2}}}" in FishBase. October 2011 version.